# 顏佑庭
顏佑庭（英語：Yoshi Yen，1994年12月30日—），臺灣男藝人，唱跳歌手。

## 演藝經歷
- 2013年，參加超級接班人1出道，當時為參賽隊伍Native Seventeen成員。[4]及後成為《大學生了沒》成員。[來源請求]
- 2021年，參與台視《全明星運動會》第二季，為該季藍隊成員。[5]在該節目中因表現突出而獲得「音速小子」的稱號。[6]
- 2021年參加2021台南將軍吼。
- 2021年12月31日參與在台中中央公園舉辦的2022虎彩繽紛台中跨年晚會。
- 2022年，參與TVBS《來吧！營業中》，繼奶昔事件後，因為工作時頻出包，於是就決定告假一個月，自己到外面餐廳打工進修，如今他也分享在餐廳打工的近況，已不會再回到來吧營業中或嗨營業中。

## 作品

### 影視

#### 綜藝節目
| 年份 | 節目            | 備註                                      |
| ---- | --------------- | ----------------------------------------- |
| 2013 | 超級接班人1     | 參賽者；Native Seventeen成員              |
| 2015 | 大學生了沒      | 畢業生                                    |
| 2021 | 全明星運動會    | 實境節目第二季藍隊成員                    |
| 2022 | 來吧！營業中    | 實境節目成員第一季(第11集起暫時離開1個月) |
| 2023 | 嗨！營業中      | 小幫手                                    |
| 2023 | 我們練愛吧      | 實境節目成員第三季                        |
| 2024 | 嗨！營業中第3季 | 小幫手                                    |
| 2024 | 嗨！營業中第4季 | 小幫手                                    |
| 2025 | 九條好漢在一班  | 第一季實境節目固定成員                    |

### 音樂
| 年份 | 作品         |
| ---- | ------------ |
| 2023 | 《全力的奔》 |
| 2022 | 《歸剛欸》   |
| 2021 | 《MVP》      |
| 2021 | 《英雄》     |
| 2021 | 《月亮花》   |
| 2020 | 《外送小子》 |

## 外部連結
- 顏佑庭的Facebook專頁
- 顏佑庭的Instagram帳戶
- YouTube上的顏佑庭頻道